# Leucothecium coprophilum
Leucothecium coprophilum är en svampart som beskrevs av Valldos. & Guarro 1991. Leucothecium coprophilum ingår i släktet Leucothecium och familjen Gymnoascaceae.   Inga underarter finns listade i Catalogue of Life.